# Гептан
Гептан С7Н16 — насичений ациклічний вуглеводень (алкан). Гептан і його ізомери — безбарвні рідини, добре розчиняються в органічних розчинниках, не розчинні у воді. Володіють всіма властивостями насичених вуглеводнів.

## Ізомерія
Гептан має вісім ізомерів:
| назва               | формула                     | температура плавлення | температура кипіння | густина d20 4 | показник заломлення n20 D | октанове число |
| н-гептан            | СН3—(СН2)5—СН3              | –90.61                | 98.43               | 0.6838        | 1.3876                    | 0              |
| 2-метилгексан       | СН3—СН(СН3)—СН2—(СН2)2—СН3  | –118.27               | 90.05               | 0.6786        | 1.3849                    | 42.4           |
| 3-метилгексан       | СН3—СН2—СН(СН3)—СН2—СН2—СН3 | –119.40               | 91.85               | 0.6871        | 1.3886                    | 52.0           |
| 3-етилпентан        | СН3—СН2—СН(С2Н5)—СН2—СН3    | –118.60               | 93.48               | 0.6982        | 1.3934                    | 65.0           |
| 2,2-диметилпентан   | СН3—С(СН3)2—СН2—СН2—СН3     | –123.81               | 79.20               | 0.6739        | 1.3822                    | 92.8           |
| 2,3-диметилпентан   | СН3—СН(СН3)—СН(СН3)—СН2—СН3 | —                     | 89.78               | 0.6951        | 1.3920                    | 91.1           |
| 2,4-диметилпентан   | СН3—СН(СН3)—СН2—СН(СН3)—СН3 | –119.24               | 80.50               | 0.6727        | 1.3815                    | 83.1           |
| 3,3-диметилпентан   | СН3—СН2—С(СН3)2—СН2—СН3     | –134.46               | 86.06               | 0.6933        | 1.3909                    | 80.8           |
| 2,2,3-триметилбутан | СН3—С(СН3)2— СН(СН3)—СН3    | –24.93                | 80.88               | 0.6901        | 1.3894                    | 112.2          |

## Отримання
н-Гептан міститься в бензинових фракціях нафти і газових конденсатів, при каталітичному риформінгу яких він ізомеризується в ізогептани і дегідроциклізується в толуол. н-Гептан може бути виділений з бензинової фракції адсорбцією на цеолітах. Ізогептани утворюються також при гідрокрекінгу важких нафтових фракцій (виділяються разом з іншими ізопарафінами у складі бензинових фракцій) і при алкилуванні ізобутану пропиленом у присутності H2SO4 (0–10°С, 0,3–1,2 МПа) або HF (30–40°С, ~1,5 МПа).

## Використання
Ізогептани — високооктанові компоненти моторних палив, н-гептан використовують як розчинник.
Водний розчин брому можна відрізнити від водного розчину йоду за його зовнішнім виглядом після екстракції гептаном. У воді і бром, і йод мають коричневий колір. Проте, при розчиненні в гептані йод стає фіолетовим, тоді як розчин брому залишається коричневим.

## Октанове число
н-гептан визначається як нульова точка шкали октанового числа. Він найлегший компонент бензину, горить більш вибухово, викликаючи попереднє запалювання двигуна (детонацію) у чистому вигляді, на відміну від октанових ізомерів, які горять повільніше та дають менше детонацій. Спочатку його було обрано як нульову точку шкали через наявність н-гептану дуже високої чистоти, незмішаного з іншими ізомерами гептану чи іншими алканами, дистильованого зі смоли сосни Джефрі та плодів Pittosporum resiniferum.  Інші джерела гептану та октану, що виробляються із сирої нафти, містять суміш різних ізомерів із сильно різними показниками та не дають настільки точного значення нульової точки.